# (16930) Respighi
(16930) Respighi  es un asteroide perteneciente al cinturón de asteroides, descubierto el 29 de marzo de 1998 por el equipo del Observatorio Astronómico de San Vittore desde el observatorio homónimo de Bolonia, Italia.

## Designación y nombre
Respighi se designó inicialmente como 1998 FF74.
Más adelante fue nombrado en honor al astrónomo y matemático italiano  Lorenzo Respighi (1824-1889).

## Características orbitales
Respighi orbita a una distancia media del Sol de 3,2340 ua, pudiendo acercarse hasta 2,7124 ua y alejarse hasta 3,7557 ua. Tiene una excentricidad de 0,1612 y una inclinación orbital de 3,1031° grados. Emplea en completar una órbita alrededor del Sol 2124 días.

## Características físicas
Su magnitud absoluta es 13,5. Tiene 10,735 km de diámetro. Su albedo se estima en 0,058.